# Cerro de Guadalupe
El cerro de Guadalupe (llamado por los muiscas Chiguachí)  es uno de los más notables cerros orientales de Bogotá. Junto a Monserrate se le conoce como uno de los dos cerros tutelares de la ciudad.

## Características
Ubicado al oriente de la ciudad, tiene una altura de 3.360 m s. n. m. En la cima del cerro se erigen una estatua de 15 metros de altura elaborada por el escultor Gustavo Arcila Uribe en 1946 y una pequeña ermita consagrada a Virgen Guadalupe, además de un mirador, desde donde se puede apreciar una imponente vista de la ciudad.

## Historia
Los indígenas muyscas lo han llamado ancestralmente «Chiguachí», y hay versiones que dicen que también era llamado «pie de abuela», mientras que al cerro de Tensacá, llamado por los españoles como Monserrate, se le llamaba «pie de abuelo».

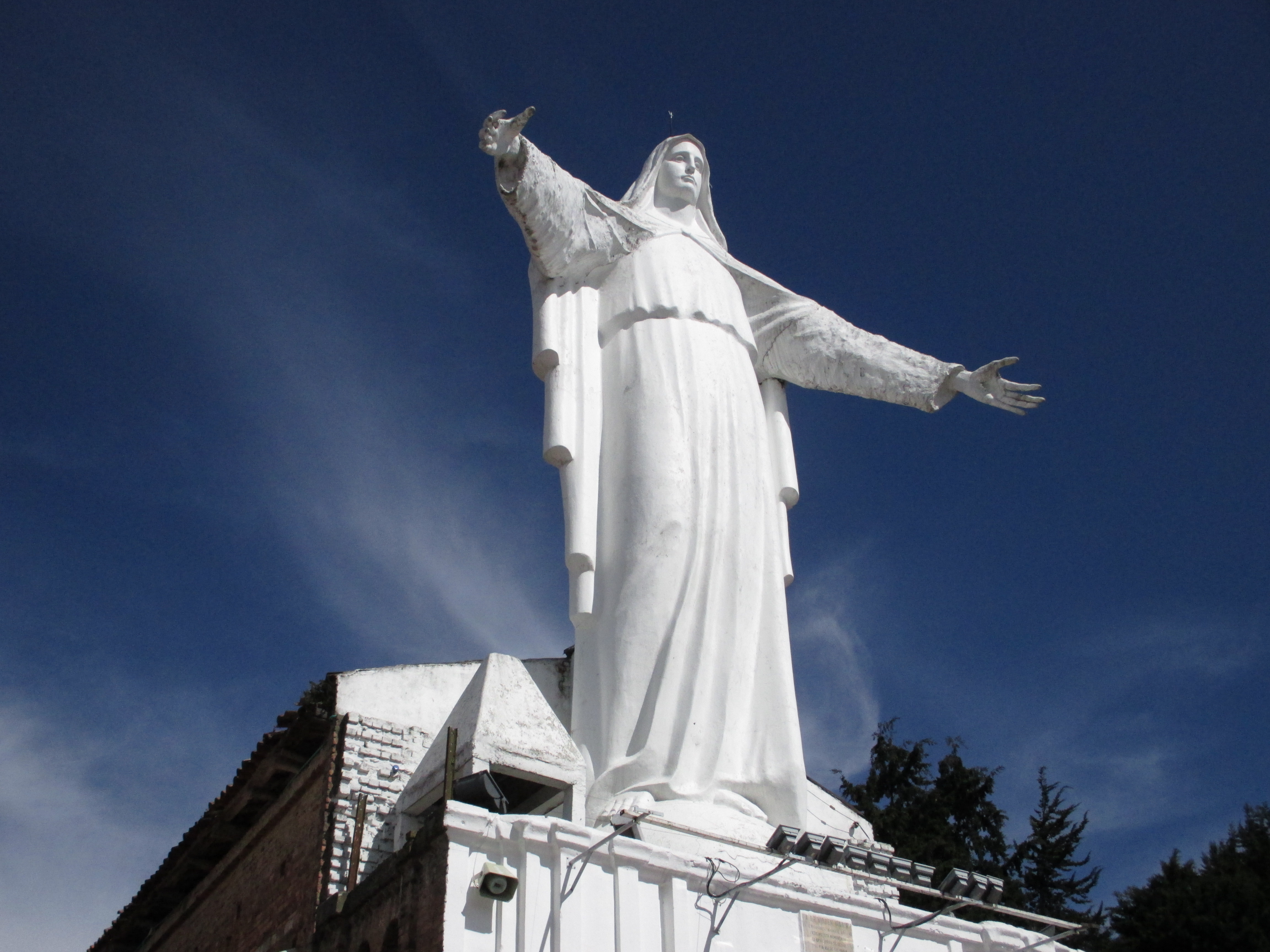
Monumento de la Inmaculada Concepción en el Santuario de Nuestra Señora de Guadalupe, ubicada en el Cerro Homónimo.

La primera construcción de la ermita data del año 1656. La ermita fue consagrada a Virgen Guadalupe en una peregrinación a la cual asistieron las principales autoridades eclesiásticas y civiles el 8 de septiembre de 1656. La pequeña capilla fue destruida sucesivamente en los terremotos ocurridos el 13 de octubre de 1743, el 15 de julio de 1785 y el 17 de junio de 1826, luego fue reconstruida durante el gobierno de Tomás Cipriano de Mosquera y afectada nuevamente por el terremoto del 31 de agosto de 1917, después de este último permaneció destruida durante varias décadas.
El 12 de octubre de 1945 monseñor Jorge Murcia Riaño reconstruyó la ermita y fue bendecida por el arzobispo Ismael Perdomo. Un año más tarde fue erigida la estatua en la cima del cerro, obra del escultor Gustavo Arcila Uribe, la cual realmente corresponde a la "Virgen María Inmaculada", patrona de la Arquidiócesis de Bogotá. En 1967 el sacerdote Luis Jiménez construyó la carretera que comunica hasta el cerro.
En la actualidad se está proyectando la construcción de un nuevo santuario,  cuya primera etapa fue el arreglo de la carretera y la reubicación de los quioscos para los vendedores de alimentos y artículos religiosos.

## Acceso y horarios

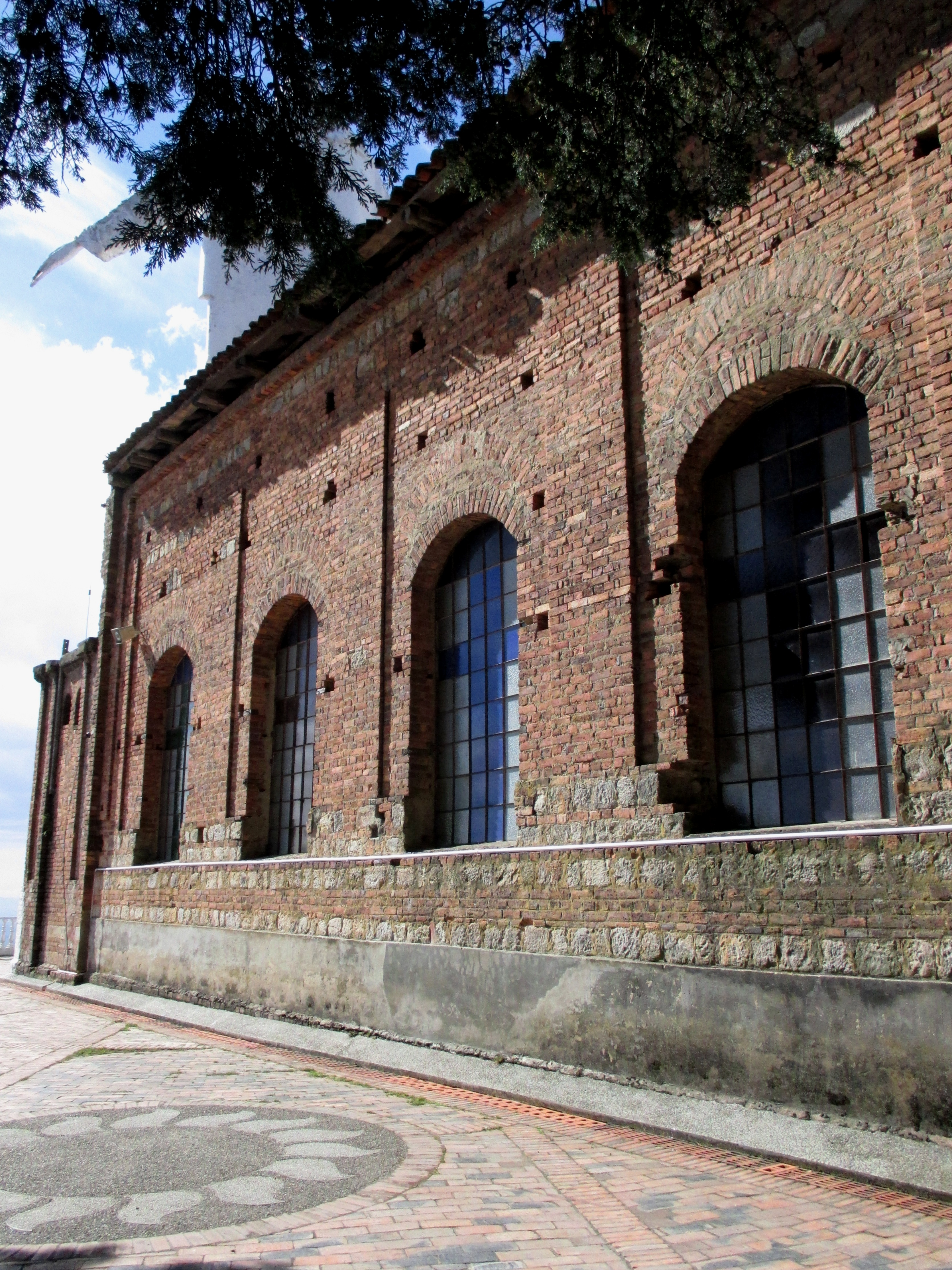
Costado lateral de la Ermita del Santuario de Nuestra Señora de Guadalupe.

Para acceder al cerro de Guadalupe se dispone de microbuses de servicio público que suben todos los domingos por la Avenida de los Comuneros (calle sexta) desde la Avenida Caracas tomando la carretera que conduce hacia el municipio de Choachí y el desvío hacia el cerro en el km 6.7.
Todos los domingos se celebran misas en la ermita en los siguientes horarios: el primer domingo de cada mes se celebran a las 8:00 a. m., 10:00 a. m. y 12:00 m. (con mayor afluencia de feligreses); los demás domingos del mes se celebran a las 9:00 a. m., 10:30 a. m. y 12:00 m.